# NGC 2722
NGC 2722 (ook wel NGC 2733) is een spiraalvormig sterrenstelsel in het sterrenbeeld Waterslang. Het hemelobject werd op 6 januari 1785 ontdekt door de Duits-Britse astronoom William Herschel.

## Synoniemen
- NGC 2733
- MCG -1-23-14
- IRAS08562-0330
- PGC 25221